# Pacifisticuffs
Pacifisticuffs (с англ. «Пацифизнаручники») — четвёртый студийный альбом шведской авангард-метал-группы Diablo Swing Orchestra. Вышел 8 декабря 2017 года на лейблах Candlelight Records и Spinefarm Records. Для группы Pacifisticuffs стал первым альбомом, записанным с вокалисткой Кристин Эвегорд, которая в 2014 году сменила Аннлуисе Лёгдлунд.
На диске представлено тринадцать композиций, три из которых — «Jigsaw Hustle», «Knucklehugs (Arm Yourself with Love)» и «The Age of Vulture Culture» — стали отдельными синглами. Песня «Jigsaw Hustle» вышла в 2014 году, и в процессе дальнейшей работы над альбомом была полностью перезаписана.
Альбом представляет собой смешение рока и метала с джазом, прогрессивной музыкой и классикой.

## Список композиций
| №                   | Название                               | Длительность |
| ------------------- | -------------------------------------- | ------------ |
| 1.                  | «Knucklehugs (Arm Yourself with Love)» | 2:26         |
| 2.                  | «The Age of Vulture Culture»           | 5:00         |
| 3.                  | «Superhero Jagganath»                  | 5:41         |
| 4.                  | «Vision of the Purblind»               | 1:01         |
| 5.                  | «Lady Clandestine Chainbreaker»        | 4:50         |
| 6.                  | «Jigsaw Hustle»                        | 4:52         |
| 7.                  | «Pulse of the Incipient»               | 0:34         |
| 8.                  | «Ode to the Innocent»                  | 3:49         |
| 9.                  | «Interruption»                         | 5:21         |
| 10.                 | «Cul-de-Sac Semantics»                 | 1:09         |
| 11.                 | «Karma Bonfire»                        | 4:14         |
| 12.                 | «Climbing the Eyewall»                 | 4:40         |
| 13.                 | «Porch of Perception»                  | 0:43         |
| Общая длительность: | Общая длительность:                    | 44:20        |

## Участники записи
Diablo Swing Orchestra
- Кристин Эвегорд (швед. Kristin Evegård) — вокал, фортепиано
- Даниель Хоканссон (швед. Daniel Håkansson) — гитара, вокал
- Понтус Мантефорс (швед. Pontus Mantefors) — гитара, синтезатор, звуковые эффекты, вокал
- Андерс Юханссон (швед. Anders Johansson) — бас
- Йоханнес Бергион (швед. Johannes Bergion) — виолончель, бэк-вокал
- Мартин Исакссон (швед. Martin Isaksson) — труба, бэк-вокал
- Даниель Хедин (швед. Daniel Hedin) — тромбон, бэк-вокал
- Юхан Норбек (швед. Johan Norbäck) — ударные

Технический персонал и оформление
- Роберто Лаги (швед. Roberto Laghi) — продюсирование, сведение
- Якоб Херрманн — звукоинженер
- Себастьян Коволль — обложка